# Club Deportivo Arenteiro
El Club Deportivo Arenteiro és un club de futbol gallec de la localitat d'O Carballiño, a la província d'Ourense. Fundat el 1958, juga actualment a la Primera Federació.
Va arribar a jugar dues temporades a Segona Divisió B (1987-89). Entre 1990 i 2005 es va anomenar Club Deportivo O Carballiño. Va recuperar aleshores el nom tradicional, Arenteiro, com el riu que passa per la localitat.

## Dades del club
- Temporades a 1a: 0
- Temporades a 2a: 0
- Temporades a 2aB: 2
- Temporades a 3a: 15
- Millor posició a 2aB: 16è (temporada 1987-88)

## Estadi
L'Arenteiro juga els seus partits a l'estadi d'Espiñedo, de gespa natural i amb capacitat per a 4.000 espectadors. També utilitza per als seus entrenaments el Camp d'A Uceira, situat al barri del mateix nom, a O Carballiño. Allà hi juguen els seus partits els equips de categories inferiors.

## Palmarès
- Subcampió de Tercera Divisió (1): 1986-87